# Synagoge (Dobritsch)

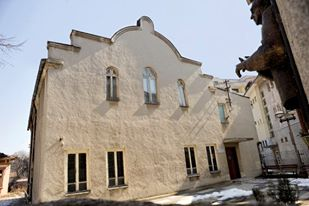
Synagoge in Dobritsch

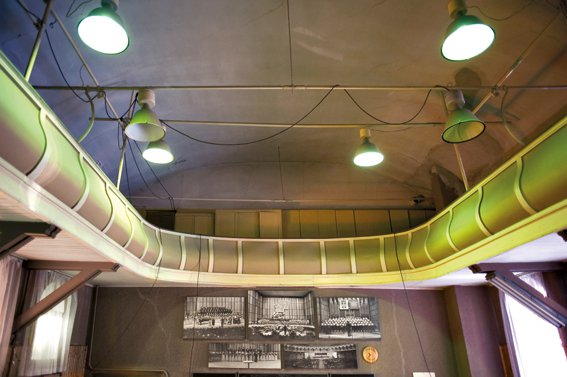
Innenansicht

Die Synagoge in Dobritsch, einer bulgarischen Stadt im Nordosten des Landes, wurde 1887 von der aschkenasischen Glaubensgemeinschaft errichtet. Sie ist profaniert und wird für kulturelle Zwecke (besonders musikalische) genutzt.

## Beschreibung
Die Synagoge wurde bis 1949 als jüdisches Gotteshaus genutzt. Danach wurde sie für ihre neue Nutzung umgebaut, wobei aber die Struktur im Wesentlichen erhalten blieb.
Ein Giebeldach bedeckt das Gebäude, wobei der Giebel auf der Westseite höher ist und Stufen sowie einen halbkreisförmigen Aufsatz hat. An der Spitze ist noch der Platz zu sehen, in dem sich die Gesetzestafeln befanden.
Der Haupthalle vorgelagert ist der Eingangsbereich mit den Treppen zur Frauenempore. Diese umläuft den Raum auf drei Seiten.
An der Westseite befinden sich drei, hoch angebrachte, Rundfenster und darunter vier rechteckige Fenster. Der westliche Teil der Nordseite ist fensterlos; danach schließen sich Rundbogenfenster für den Hauptraum an. Über diesen sind Okuli, die für Licht auf der Empore sorgen.
Auf der Ostseite befindet sich lediglich ein hoch angebrachter Okulus. Früher war darunter der Toraschrein in einer Apsis. Dieser ist nicht mehr vorhanden und die Apsis ist durch eine Wand verschlossen.